# Companyia de Ferrocarrils del Sud de Hokkaidō
La Companyia de Ferrocarrils del Sud de Hokkaidō (道南いさりび鉄道株式会社, Dōnan Isaribi Tetsudō Kabushikigaisha) és una empresa del tercer sector de ferrocarrils del Japó fundada el 2014 i amb seu a la ciutat de Hakodate, Hokkaido. L'empresa només compta amb una sola línia.

## Història
L'empresa va ser fundada el 2005 amb el nom de provisional de Hokkaidō Dōnan Chiiki Heikō Zairaisen Junbi (北海道道南地域並行在来線準備). El 24 de desembre de 2014 el nom actual va ser revel·lat i el logo fou presentat el març de 2015. La companyia va començar la seua activitat quan la Companyia de Ferrocarrils de Hokkaidō (JR Hokkaidō) va decidir clausurar el tram entre l'estació de Kikonai i l'estació Goryōkaku de la línia Esashi el 2014. Llavors, els governs locals, conscients de el perjuí que suposava per a la zona la pèrdua del ferrocarril, van comprar la línia i la van rebatejar amb el nou nom de Dōnan Isaribi Tetsudō Line (道南いさりび鉄道線) i començant el seu servei el 2016.

### Propietat
Com a empresa del tercer sector que és, la companyia és propietat de diferents administracions públiques. Aquestes són les següents:
- Govern de Hokkaidō: 80%
- Ajuntament de Hokuto: 11,2%
- Ajuntament de Hakodate: 4,4%
- Ajuntament de Kikonai: 4,4%

Des de 2019, la composició és diferent:
- Govern de Hokkaidô: 64%
- Companyia dels Ferrocarrils de Càrrega del Japó: 17,4%
- Ajuntament de Hokuto: 9%
- Ajuntament de Hakodate: 3,6%
- Ajuntament de Kikonai: 3,6%

## Línia
| Estació Número | Imatge                       | Estació           | Japonès  | Distància (km)  | Distància (km) | Enllaç                           | Situació |
| Estació Número | Imatge                       | Estació           | Japonès  | Entre estacions | Total          | Enllaç                           | Situació |
| -------------- | ---------------------------- | ----------------- | -------- | --------------- | -------------- | -------------------------------- | -------- |
| H74            | Estació Goryôkaku            | Goryōkaku         | 五稜郭   | 0,0             | 0,0            | Línia principal Hakodate         | Hakodate |
| sh11           | Estació de Nanaehama         | Nanaehama         | 七重浜   | 2,7             | 2,7            |                                  | Hokuto   |
| sh10           | Estació de Higashi-Kunebetsu | Higashi-Kunebetsu | 東久根別 | 2,6             | 5,3            |                                  | Hokuto   |
| sh09           | Estació de Kunebetsu         | Kunebetsu         | 久根別   | 1,2             | 6,5            |                                  | Hokuto   |
| sh08           | Estació de Kiyokawaguchi     | Kiyokawaguchi     | 清川口   | 1,1             | 7,6            |                                  | Hokuto   |
| sh07           | Estació de Kamiiso           | Kamiiso           | 上磯     | 1,2             | 8,8            |                                  | Hokuto   |
| sh06           | Estació de Moheji            | Moheji            | 茂辺地   | 8,8             | 17,6           |                                  | Hokuto   |
| sh05           | Estació d'Oshima-Tōbetsu     | Oshima-Tōbetsu    | 渡島当別 | 5               | 22,6           |                                  | Hokuto   |
| sh04           | Estació de Kamaya            | Kamaya            | 釜谷     | 4,9             | 27,5           |                                  | Kikonai  |
| sh03           | Estació d'Izumisawa          | Izumisawa         | 泉沢     | 3,1             | 30,6           |                                  | Kikonai  |
| sh02           | Estació de Satsukari         | Satsukari         | 札苅     | 3,4             | 34             |                                  | Kikonai  |
| sh01           | Estació de Kikonai           | Kikonai           | 木古内   | 3,8             | 37,8           | Hokkaidō Shinkansen Línia Kaikyō | Kikonai  |

## Parc mòbil

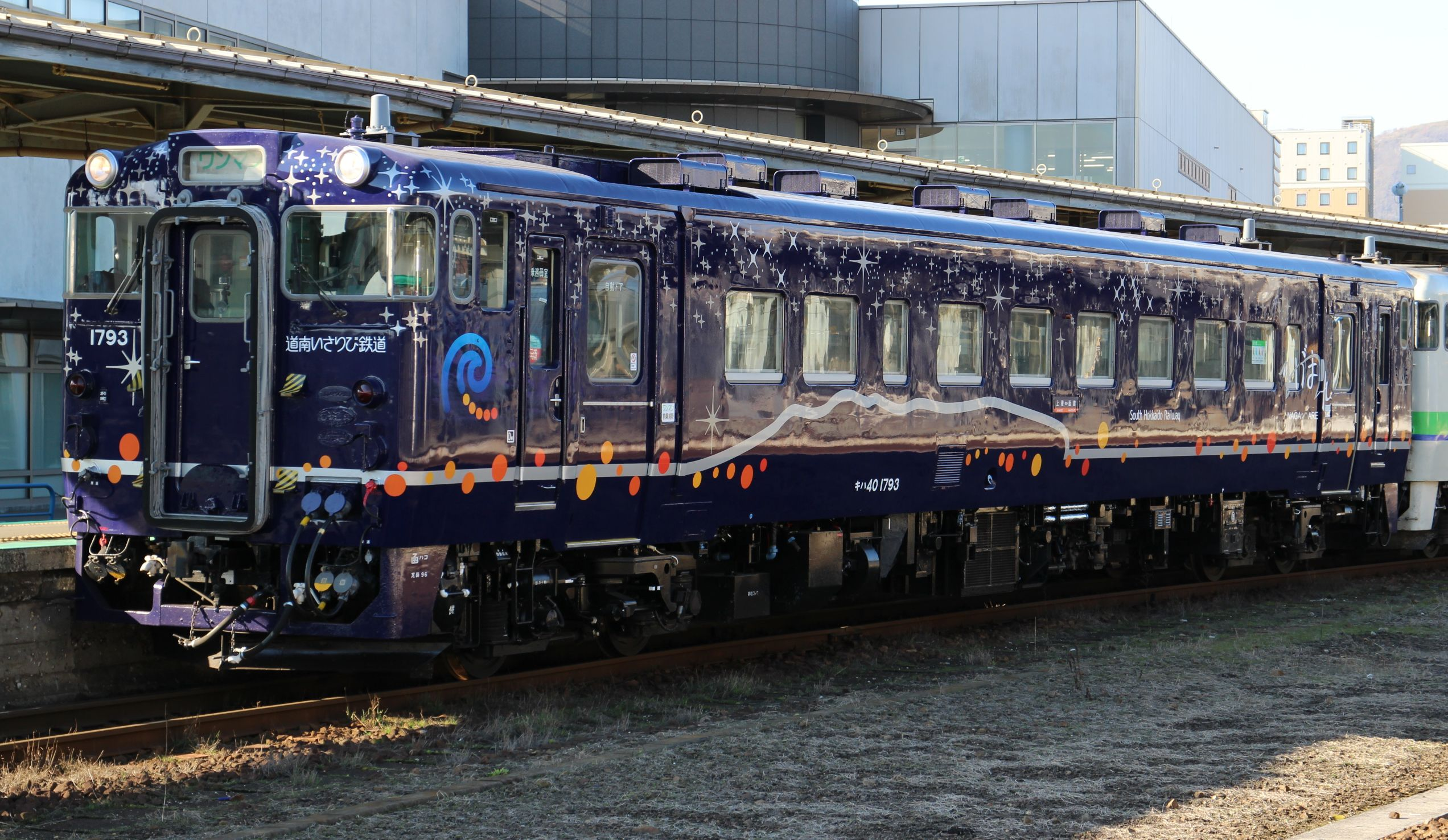
Sèrie KiHa 40

A data de l'1 d'abril de 2016 la companyia tenia una flota de nou trens diesel sèrie KiHa 40, fabricats entre 1977 i 1983, pertanyents anteriorment als Ferrocarrils Nacional Japonesos i a la Companyia de Ferrocarrils de Hokkaidō.